# Balla György (orvos)
Balla György (Debrecen, 1953. március 23. –) Széchenyi-díjas orvos, gyermekgyógyász, neonatológus, egyetemi tanár, a Magyar Tudományos Akadémia rendes tagja. Kutatási területe a csecsemő- és gyermekgyógyászat, illetve a velük kapcsolatos intenzív terápia. 2007-től a Debreceni Egyetem Általános Orvostudományi Kar Gyermekgyógyászati Intézet igazgatója.

## Életpályája
1971-ben kezdte meg egyetemi tanulmányait a Debreceni Orvostudományi Egyetemen, ahol 1977-ben szerzett általános orvosi diplomát. Ekkor kapott állást az egyetem gyermekgyógyászati klinikáján, egészen 1988-ig dolgozott a klinikán, amikor a Minneapolisi Egyetem Fogarty-ösztöndíjasa lett. Itt tanult és kutatott 1992-ig, amikor visszatért a klinikára. A gyógyászati feladatok mellett oktatási feladatokat is vállalt, a ranglétrán emelkedve 1996-ban habilitált, majd 1998-ban megkapta egyetemi tanári kinevezését. 1999-ben az egyetem szülészeti klinikájára ment át, valamint megalapított a neonatológiai tanszéket. 2007-ben kinevezték az egyetem gyermekgyógyászati intézetének igazgatójává. Később az egyetemi klinikai központ orvosszakmai igazgatója is lett. 1997 és 2000 között Széchenyi professzori ösztöndíjjal kutatott.
1985-ben védte meg az orvostudományok kandidátusi, 1994-ben akadémiai doktori értekezését. Az MTA klinikai tudományos bizottságának, valamint a Debreceni Akadémiai Bizottságnak lett tagja. 2010-ben választották meg a Magyar Tudományos Akadémia levelező, 2016-ban rendes tagjává. Akadémiai munkája mellett több tudományos szervezetben tevékenykedik: a Balassi Intézet Magyar Ösztöndíj Bizottságának tagja, valamint az Egészségügyi Szakmai Kollégium Csecsemő- és Gyermekgyógyász Tagozat elnöke, a Magyar Gyermekorvosok Társasága és a Magyar Perinatológus Társaság vezetőségi tagja lett. Nemzetközi szervezetekben az American Federation for Clinical Research, az Európai Neonatológiai és Perinatológiai Társaságok Egyesülete és az International Free Radical Society tagja.

## Kutatási területe
Kutatási területe: a csecsemő- és gyermekgyógyászat, ezen belül az érbetegségek, a sürgősségi orvostan, valamint az intenzív terápia és a szabadgyök-kutatás. Az érbetegségek területén a hem és hemproteinek szerepét vizsgálta csecsemőknél. Az általa leírt hemoxigenáz-ferritin rendszer antioxidáns, ellene hat az érelmeszesedésnek, főleg verőerek esetében. Preventív vaskelálók biotechnológiai termelését optimalizálta. Identifikálta a hemoglobin gyulladásért felelős epitopját, ellene antitestet kifejlesztéséért felelt. Európai Uniós és akadémiai forrásokból Debrecenben érrendszeri kutatóhálózatot alapított. Több mint kétszázötven tudományos publikáció szerzője vagy társszerzője. Közleményeit elsősorban angol és magyar nyelven adja ki.

## Díjai, elismerései
- Cecil J. Watson Award (1992)
- Akadémiai Díj (2004)
- Bocskai István-díj (2006)
- Az Év Oktatója (DE, 2008, 2010, 2011, 2014)
- Szent-Györgyi Albert-díj (2010)
- Batthyány-Strattmann László-díj (2014)
- Fornet Béla-emlékérem (2015)
- Széchenyi-díj (2016)
- A Magyar Érdemrend középkeresztje (2022)

## Főbb publikációi
- Controlled trial of d-penicillamine to prevent retinopathy of prematurity (társszerző, 1986)
- Iron loading of endothelial cells augments oxidant damage (első szerző, 1990)
- Exposure of endothelial cells to free heme potentiates damage mediated by granulocytes and toxic oxygen species (első szerző, 1991)
- Hemin: a possible physiological mediator of low density lipoprotein oxidation and endothelial injury (első szerző, 1991)
- Induction of heme oxygenase is a rapid, protective response in rhabdomyolysis in the rat (társszerző, 1991)
- Ferritin: a cytoprotective antioxidant strategem of endothelium (társszerző, 1992)
- Endothelial-cell heme uptake from heme proteins: induction of sensitization and desensitization to oxidant damage (társszerző, 1993)
- Ferritin protects endothelial cells from oxidized low density lipoprotein in vitro (társszerző, 1995)
- Endothelial cell heme oxygenase and ferritin induction in rat lung by hemoglobin in vivo (társszerző, 1995)
- Neontalológia (tankönyvrészlet, 1998, 2002, 2006)
- Haem, haem oxygenase and ferritin in vascular endothelial cell injury (társszerző, 2003, 2005)
- Heme oxygenase-1 and carbon monoxide suppress the pathogenesis of experimental cerebral malaria (társszerző, 2007)
- Heme Degradation and Vascular Injury (társszerző, 2010)
- Motavizumab for Prophylaxis of Respiratory Syncytial Virus in High-Risk Children: A Noninferiority Trial (társszerző, 2010)
- Iron Metabolism and Oxidative Stress (társszerk., 2011)
- Koraszülöttek krónikus utóbetegségei (2013)
- D-Penicillamine in the neonatal period: Chelation as neuroprotectant in the neonatal period (Lakatos Lajossal, 2016)